# Особняк Репниковой
Особняк Репниковой — здание на углу Привокзальной площади и улицы Гоголя в Центральном районе Волгограда.

## История

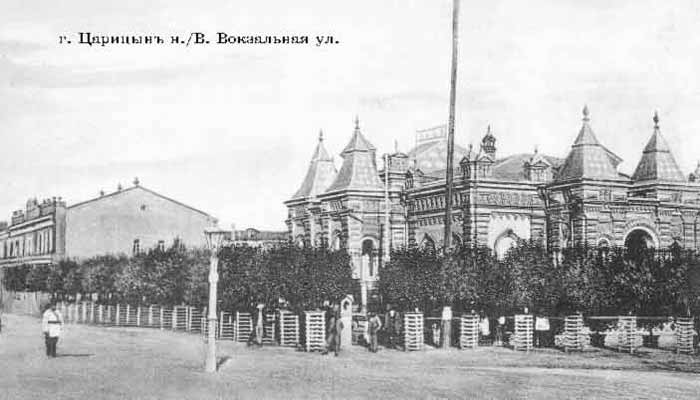
Особняк Репниковой до революции

Относительно года возведения здания точные данные отсутствуют. По одной из версий особняк был построен в 1896 году. В то же время, в ходе одной из реконструкций, были обнаружены кирпичи с клеймом 1903 года, однако возможно, что они остались от более поздних отделочных работ.
Перед революцией особняк принадлежал Юлии Репниковой — матери царицынского мецената Александра Репникова. В это время использовался в основном для приёма приезжающих в город знатных гостей, поскольку как жилое помещение не мог использоваться в силу соседства с арматурно-гвоздильным заводом братьев Серебряковых. В 1903 году в здании останавливался и вёл личный приём горожан П. А. Столыпин. Во время Гражданской войны в особняке размещался один из рабочих кабинетов И. В. Сталина.
3 января 1937 году в здании был открыт «Музей Обороны Царицына имени товарища Сталина», посвящённый в основном истории Гражданской войны 1917—1920 годов в районе Царицына и на Дону. В начале Великой Отечественной войны экспонаты музея были эвакуированы из города на левый берег Волги.
Во время Сталинградской битвы здание пострадало, однако в 1946-1947 годах восстановлено по проекту архитекторов С. З. Брискина и И. Е. Фиалко с максимальным приближением к первоначальному виду. При этом серьёзные изменения, связанные с его музейным использованием, претерпела внутренняя планировка помещений, был также изменён внутренний двор и первоначальная отделка интерьеров, произведено остекление фасадной лоджии, утрачено решётчатое ограждение. Перед главным фасадом был установлен памятник-скульптура И. В. Сталина на высоком постаменте.
В 1961 году, в период борьбы с культом личности, памятник Сталину был демонтирован, а музей стал называться просто Музеем обороны. 31 мая 1982 года музей снова был преобразован и до 1993 года именовался Волгоградским государственным музеем-панорамой «Сталинградская битва». В 1993 году музей раздели на два части: сам музей-панорама и Волгоградский мемориально-исторический музей. В настоящее время Мемориально-исторический музей является единственным в Южном федеральном округе музеем, посвященным событиям Гражданской войны.

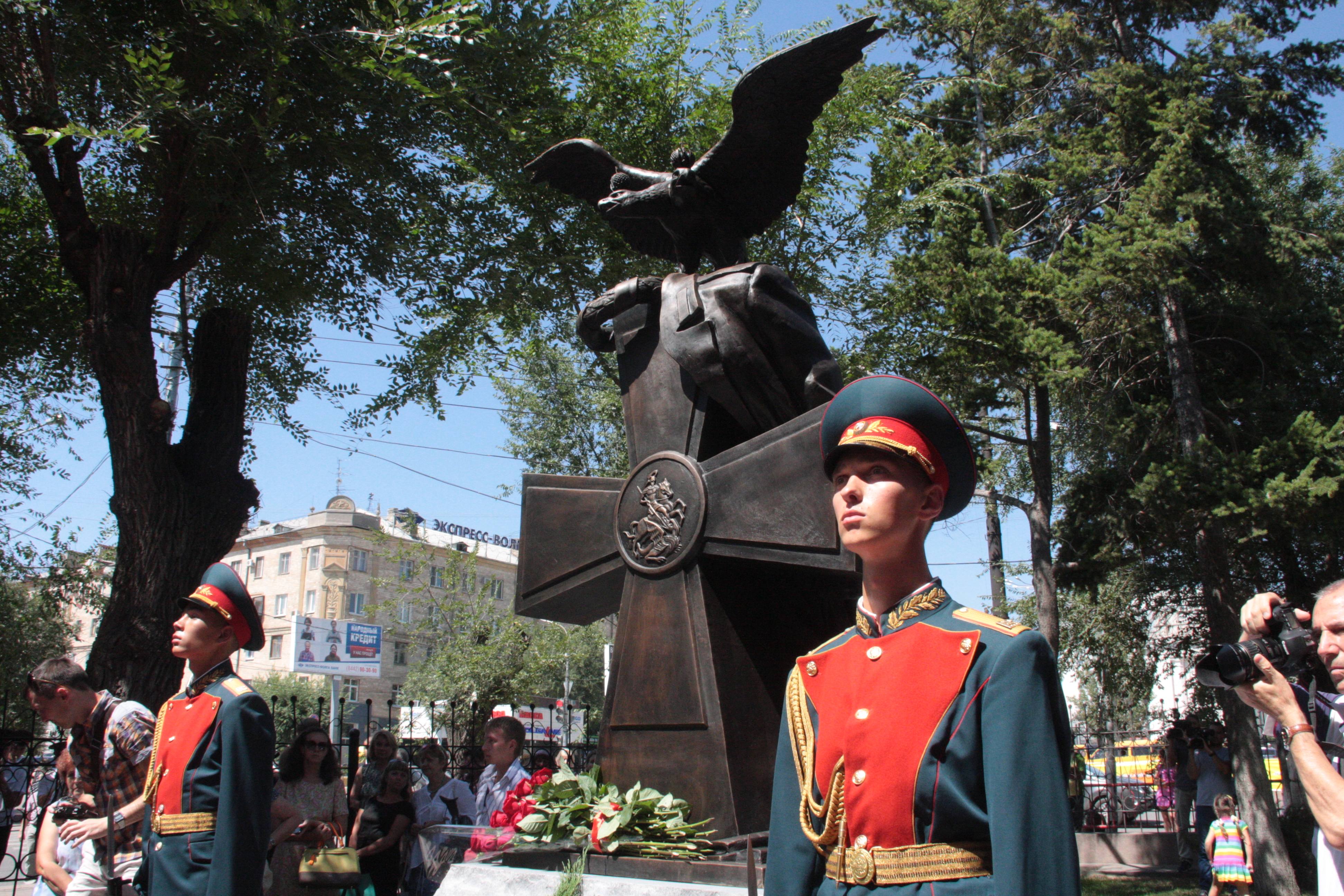
Открытие памятника царицанам-участникам Первой мировой войны

С 2007 года перед входом со стороны улицы Гоголя располагался бюст Георгиевского кавалера, Героя Советского Союза Константина Недорубова работы волгоградского скульптора Ю. Ф. Юшина, в 2014 году переданный для установки в станице Берёзовской, на родине героя. В том же году на месте бюста был установлен памятник жителям Царицына, участвовавшим в Первой мировой войне, работы скульптора Сергея Щербакова, представляющий собою огромный Георгиевский крест, увенчанный двуглавым орлом и с «накинутыми» на «лучи» креста винтовкой Мосина и солдатской шинелью.
В 2015 году напротив памятника героям Первой мировой войны был установлен новый бронзовый памятник Константину Недорубову в полный рост: казак изображён молодым, в военной форме с наградами, полученными в ходе Первой мировой, звезды Героя Советского Союза на нем еще нет. Скульптура установлена на невысоком постаменте из серого уральского гранита, автором также стал Сергей Щербаков.

### Соседство с гвоздильным заводом
Существует городская легенда, согласно которой особняком до революции владела сестра царицынских купцов братьев Репниковых — Юлия, — к которой сватался один из братьев Серебряковых — известных в городе промышленников. Когда Юлия отвергла ухаживания, в отместку он купил рядом с домом несостоявшейся невесты здание гостиницы и устроил в нём круглосуточное шумное гвоздильное производство, создав Юлии Репниковой невыносимую жизнь.

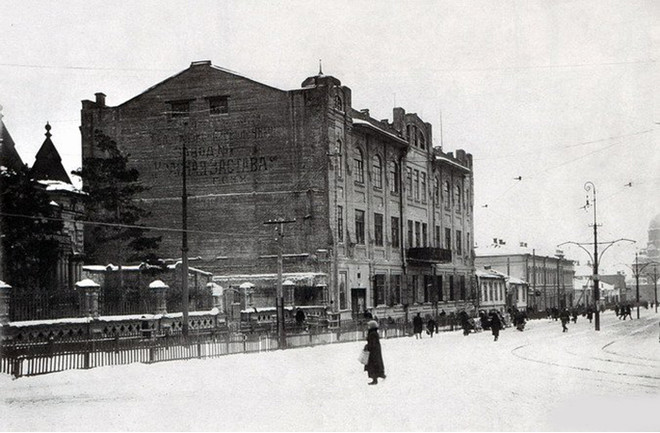
Здание завода Серебряковых в 20-е годы. Слева виден Особняк Репниковой

В действительности Юлия Дмитриевна была не сестрой, а матерью купцов Репниковых и свататься к ней Серебряков не мог в силу возраста. Однако конфликт между семьями действительно имел место. В начале XX века Серебряковы решили построить Арматурный завод. Для этого они выкупили стоящее на улице Елизаветинской (ныне — Гоголя, 6) здание гостиницы и полностью переоборудовали его внутри. Городская Дума дала разрешение на обустройство промышленного предприятия под гарантию Григория Серебрякова о том, что шума от Арматурного завода не будет.
В 1903 году Торговый дом братьев Серебряковых подал в Городскую думу прошение о разрешении установить в здании Арматурного завода локомобиль. Одновременно группа горожан, проживающих по соседству подала в Думу письмо с просьбой об отказе Серебряковым, мотивируя это тем, что завод своим шумом уже доставляет им неудобства, а установка локомобиля их значительно усилит. В результате городская дума определила ходатайство торгового дома Братьев Серебряковых отклонить. Тем не менее, несмотря на запрет, локомобиль в здании завода братья всё же установили, а сам завод перевели с двенадцатичасового режима работы на круглосуточный.
В начале 1905 года Серебряковы решили расширить свою деятельность, дополнив арматурный завод гвоздильным производством. С соответствующим ходатайством они обратились в Строительное отделение Саратовского губернского правления. 16 марта 1905 года правление направляет соответствующий запрос в городскую Думу. 28 апреля 1905 года в Думу снова поступает прошение от «домовладельцев и квартирантов, жительствующих в 35-м квартале Царицына», в котором они жаловались на шумное производство и просили отказать в прошении о его расширении. В итоге городская Дума определила «сообщить Саратовскому Губернскому Правлению, что городское общественное управление не выражает согласия на постройку торговым домом „Бр. Г. и А. Серебряковы“ фабрики металлических изделий».
Опасаясь, что Серебряков и в этот раз проигнорирует решение Думы, Юлия Репникова, воспользовавшись знакомством, обратилась с письмом к П. А. Столыпину, который назначил ей по этому вопросу личный приём, состоявшийся 9 мая 1905 года. Кроме того, Репниковы подали на Серебряковых в суд, который постановил за строительство завода без разрешения оштрафовать Серебряковых на 10 рублей, возместить Репниковой моральный вред в сумме 130 рублей и закрыть завод. Решения о закрытии завода Серебряков также не выполнил. После революции завод был национализирован и под названием «Красная застава» проработал до Сталинградской битвы.

## Архитектура
Архитектура особняка решена в неорусском стиле, типичном для рубежа XIX—XX веков. Здание возведено на высоком цоколе из красного керамического кирпича, имеет два равнозначных фасада, один из которых выходит на Привокзальную площадь, другой — на улицу Гоголя. Имеется внутренний дворик, где размещались каретная, конюшня, сараи. Основная часть здания имеет один высокий парадный этаж, со стороны хозяйственного двора — два этажа с обособленной винтовой металлической лестницей.
Художественная выразительность достигается силуэтикой кирпичей с использованием по конькам металлических решёток, развитым карнизом, сложенным из профилированного кирпича. Углы здания закреплены системой колонок и сильным рустом. Особо подчёркнут главный вход со стороны улицы Гоголя.
В системе городской застройки особняк Репниковой имеет высокое историческое и художественное значение. Богатая пластика фасадов и размещение здания на важном градостроительном участке создаёт значимый акцент в ансамбле центра города.